# Maciej Klimek
Maciej Julian Klimek (ur. 13 lipca 1954 w Krakowie) – polski matematyk oraz wykładowca w Irlandii  i Szwecji.

## Życiorys
Maciej Klimek ukończył studia matematyki na Uniwersytecie Jagiellońskim w Krakowie i uzyskał pod kierunkiem Józefa Karola Siciaka w roku 1981 promocję doktorską.  Następnie wyjechał do Irlandii, gdzie w latach 1981-1983 wykładał jako docent (Post-Doktorand) na Trinity College w Dublinie oraz w latach od 1983 do 1993 jako wykładowca (Lecturer) na University College Dublin.
Od 1994 wykładał jako starszy wykładowca (Associate Professor) na Uniwersytecie w Uppsali. W roku 2007 przejął po Burglind Juhl−Jöricke i Oledze Wiro (Олег Янович Виро) katedrę matematyki w Uppsali.
Wspólnie z żoną Grażyną Klimek oraz innymi matematykami opracował kilka monografii dotyczących funkcji (Zbiór Julii), iteracji, teorii potencjału, metody najmniejszych kwadratów, szeregów czasowych, matematyki finansowej oraz zastosowania programu Maple w geometrii.

## Wybór publikacji
- z Grażyną Klimek: Discovering curves and surfaces with Maple. Springer, New York 1997, ISBN 978-0-387-94890-4
- Pluripotential theory. Oxford University Press, Oxford 1991, ISBN 978-0-19-853568-3
- z Seán Dineen, Richard M. Timoney: Biholomorphic mappings and Banach function modules. J. Reine Angew. Math. 387 /1988, str. 122-147
- Extremal plurisubharmonic functions and invariant pseudodistances. Bull. Soc. Math. France 113 / 1985, no. 2, str. 231-240
- z Grażyną Klimek: Mathematical Visualization. EMS Newsletter, marzec 2005, str. 17-22 (pdf)